# 卢奇尼亚诺
卢奇尼亚诺（義大利語：Lucignano），是意大利阿雷佐省的一个市镇。总面积44.9平方公里，人口3579人，人口密度79.7人/平方公里（2009年）。ISTAT代码为051021。